# Зелёный Бор (Калининградская область)
Зелёный Бор (до 1938 — Каралене (нем. Karalene), до 1947 — Луизенберг (нем. Luisenberg)) — посёлок в Черняховском районе Калининградской области. 

## История
Основан в 1533 году. Прежние названия Аугшткуммечен до 1811, Каралене до 1938, Луизенберг до 1946 года. В 1810 году прусской королевой Луизой была основана семинария для учителей.
До 2014 года входил в состав муниципального образования Свободненское сельское поселение.

## Население
| 1815 | 1895 | 1933 | 1939 | 2002 | 2010 |
| ---- | ---- | ---- | ---- | ---- | ---- |
| 60   | ↗128 | ↗406 | ↗520 | ↘85  | ↗87  |